# デイヴィッド・デイヴィス (サッカー選手)
デイヴィッド・ロウェル・デイヴィス（David Lowell Davis、1991年2月20日 - ）は、イングランド・ウェスト・ミッドランズ・スメスウィック出身のサッカー選手。シュルーズベリー・タウンFC所属。ポジションはMF。

## 経歴

### ウルヴァーハンプトン
ウルヴァーハンプトン・ワンダラーズFCのアカデミーを経て、2009年にプロ契約を締結。
2009年10月22日、リーグ2のダーリントンFCにレンタル移籍。同月24日のバーネットFC戦でプロデビューを果たした。
2010年9月、リーグ1のウォルソールFCにレンタル移籍。
2011年1月31日、リーグ2のシュルーズベリー・タウンFCに短期レンタル移籍。
2011年月31日、2012年1月までの契約でスコットランドのインヴァネス・カレドニアン・シッスルFCにレンタル移籍。
復帰後、今度はリーグ1のチェスターフィールドFCにレンタル移籍。

### バーミンガム
2014年8月11日、チャンピオンシップのバーミンガム・シティFCに完全移籍。
2020年1月31日、チャールトン・アスレティックFCにレンタル移籍。

### シュルーズベリー
2021年1月15日、シュルーズベリー・タウンFCに10年ぶりに復帰。

## 所属クラブ
ユース
- ウォルソールFC
- ティヴィデールFC 2010-2015
- ウルヴァーハンプトン・ワンダラーズFC 2008-2009

シニア
- ウルヴァーハンプトン・ワンダラーズFC 2009-2014
  -  ダーリントンFC 2009 (loan)
  -  ウォルソールFC 2010 (loan)
  -  シュルーズベリー・タウンFC 2011 (loan)
  -  インヴァネス・カレドニアン・シッスルFC 2011-2012 (loan)
  -  チェスターフィールドFC 2012 (loan)
- バーミンガム・シティFC 2014-2021
  -  チャールトン・アスレティックFC 2020 (loan)
- シュルーズベリー・タウンFC 2021-

## タイトル
ウルヴァーハンプトン
- EFLリーグ1: 2013-14